# Oblężenie Żor (1345)
Oblężenie Żor w 1345 – próba zbrojnego opanowania miasta przez rycerstwo polskie, która miała miejsce podczas wojny polsko-czeskiej, w czerwcu 1345 na Górnym Śląsku pod murami miasta Żory.

## Tło historyczne
1 stycznia 1345 roku Kazimierz Wielki zawarł sojusz z cesarzem Ludwikiem IV Bawarskim wymierzony w Luksemburgów. Strony zobowiązały się udzielić sprzymierzeńcowi pomocy wojskowej określonej na czterystu zbrojnych i czterystu łuczników. Kazimierz miał ją świadczyć zarówno samemu cesarzowi, jak i jego synom. Obiecał uderzyć na wroga od strony własnego kraju i nie wchodzić w sojusze z Luksemburgami bez zgody cesarza Ludwika IV. Elementem układu był projekt małżeństwa córki Kazimierza Kunegundy i Ludwika rzymskiego, młodszego z synów cesarskich o tym imieniu. Ślub odbył się latem tegoż roku, więc układ wszedł w życie. Tym samym Kazimierz dołączył do antyluksemburskiej koalicji Wittelsbachów, Ludwika węgierskiego i Bolka Małego. W marcu 1345 roku, zapewne na polecenie Kazimierza, uwięziono w Kaliszu powracającego z wyprawy do państwa zakonnego Karola Luksemburskiego. Pretekstem był nie do końca spłacony dług z 1343 r. Więzień rychło jednak zbiegł. W kwietniu lub na początku maja 1345 roku Jan Luksemburski zaatakował Bolka Małego, zdobył Kamienną Górę i spalił przedmieścia Świdnicy.

## Przebieg
W roku 1345 wojska polskie Kazimierza Wielkiego, wspierane posiłkami węgierskimi, wkroczyły na ziemie księstwa raciborsko-opawskiego i państwa wodzisławskiego, zajęły Pszczynę, puściły z dymem Rybnik oraz przystąpiły do oblężenia Żor. 29 czerwca 1345 roku Jan Luksemburski stanął obozem „pod Wodzisławiem”, co spowodowało zwinięcie oblężenia i wycofanie się wojsk polskich.

## Skutki
Kazimierz III Wielki nie przyjął bitwy i na wieść o postoju Czechów pod Wodzisławiem, odstąpił od dalszego oblężenia i zaczął się wycofywać w kierunku Krakowa. Być może miał nadzieję, że wojska czeskie zatrzymają się na granicy Królestwa Polskiego, ale ci postąpili inaczej – 12 lipca stanęli pod Krakowem i rozpoczęli trwające 8 dni oblężenie miasta, po czym wycofali się.
Wojna trwała do 2 października 1348, tj. do dnia zawarcia pomiędzy królem Polski Kazimierzem Wielkim i księciem świdnicko-jaworskim Bolkiem II Małym, a królem Czech Karolem IV Luksemburskim układu pokojowego w Namysłowie. Istnieje pogląd, iż zaginiona druga strona dokumentu zawierała zrzeczenie się roszczeń Polski do Śląska.